# Klaudia Gawlas

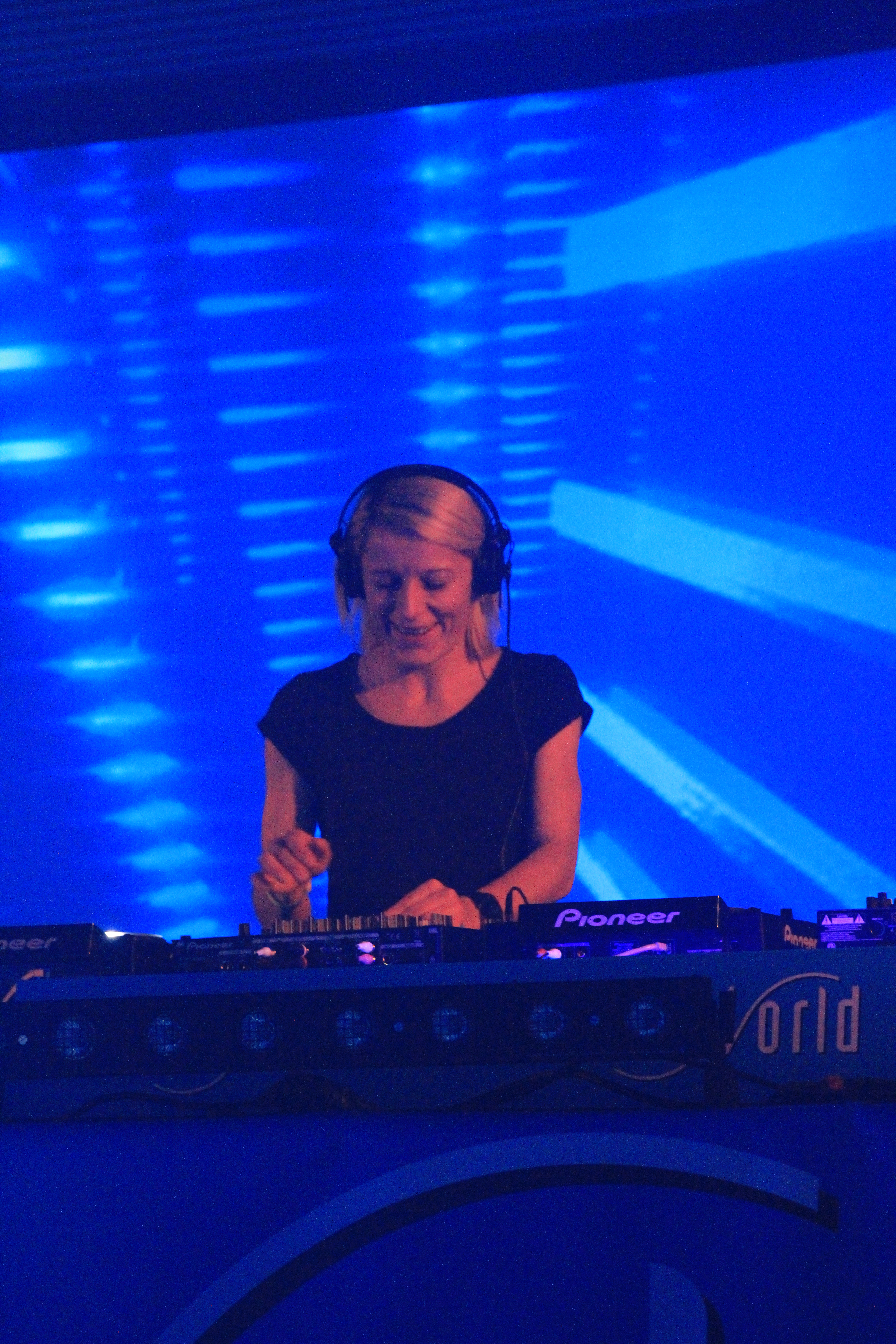
Klaudia Gawlas auf der Winterworld 2014

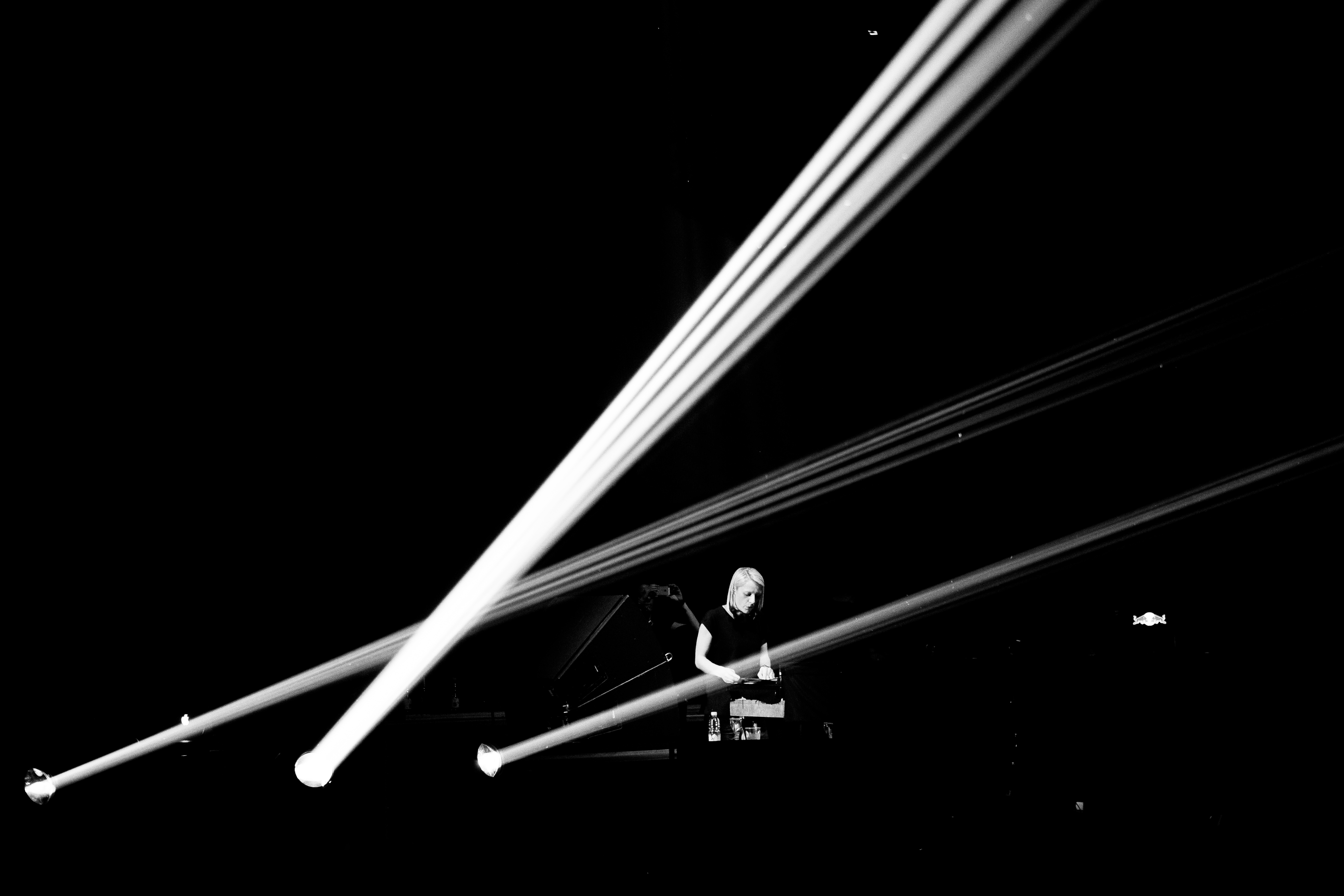
Klaudia Gawlas Time Warp Mannheim 2017 / by Thommy Mardo

Klaudia Gawlas (* 25. Oktober 1981 in Cieszyn (Polen)) ist eine deutsche Techno-DJ und Musikproduzentin.

## Leben
Klaudia Gawlas wurde in Polen geboren und kam 1990 mit ihrer Familie nach Passau. Nach ihrer Berufsausbildung kam sie für ein Jahr in die Vereinigten Staaten, wo sie die dortige Techno-Szene kennenlernte und das Auflegen erlernte. Zurück in Deutschland bekam sie nach ihrem ersten Auftritt im Jahr 2008 schnell große und regelmäßige weitere Auftritte, darunter bei den Festivals Mayday, Nature One, Airbeat One, Time Warp Festival, Sea You Festival, Tomorrowland Brasil, Parookaville und Ruhr in Love. 2013 erschien ihr Debütalbum Zeitgeist bei Eric Sneos Label Masters of Disaster.

## Diskografie (Auswahl)

### Alben
- 2013: Zeitgeist (Masters of Disaster)

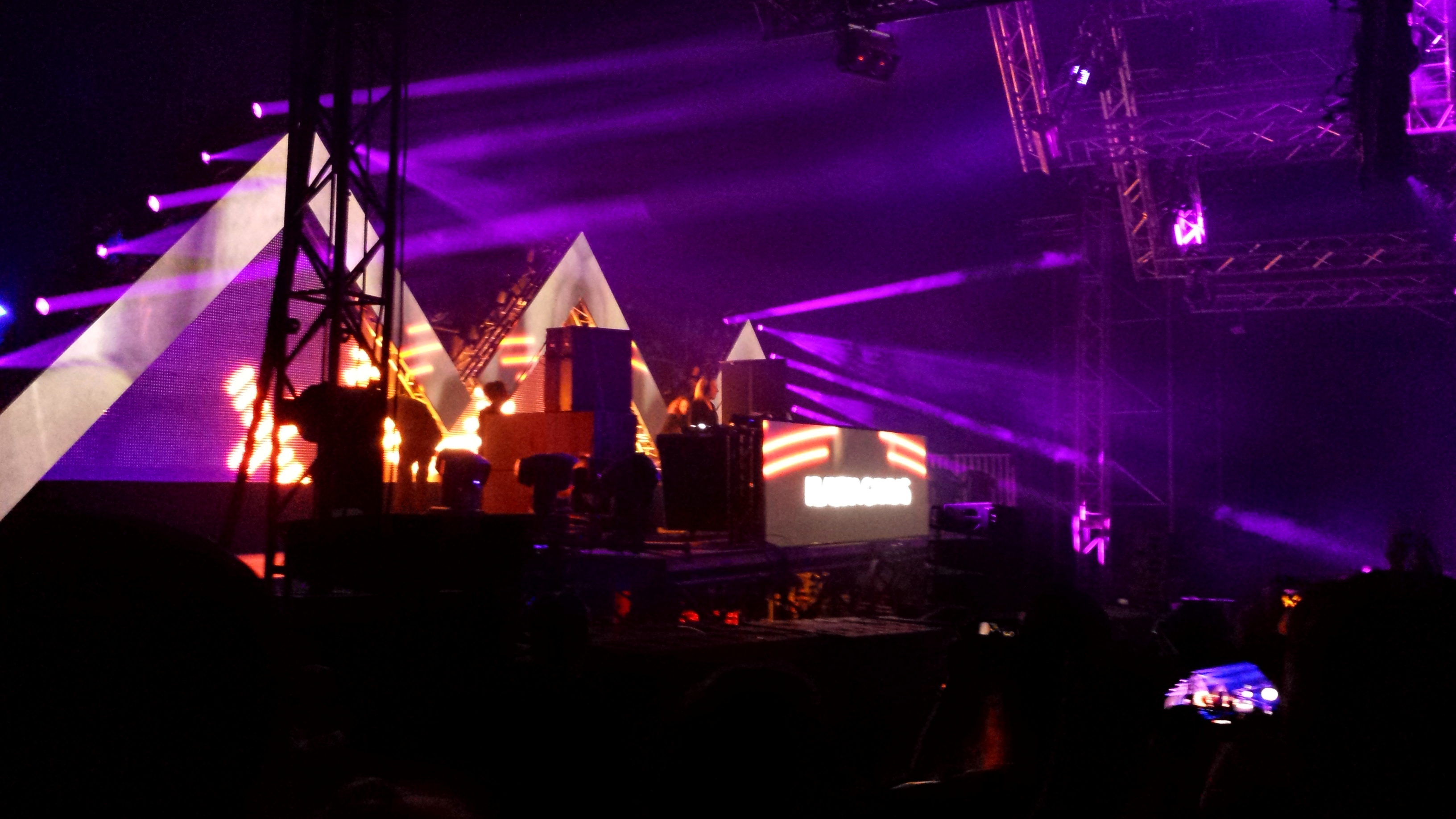
Klaudia Gawlas Nature One 2019 Century Circus

- 2016: Vision (Credo)

### Singles & EPs
- 2010: Recycle EP (mit Chris Hope, Abstract)
- 2011: Playground EP (mit Eric Sneo, Masters Of Disaster)
- 2011: SZCZ (Abstract)
- 2013: Ufo Chords (Abstract)
- 2013: Papillon (Beatdisaster)
- 2014: This Side (Credo)
- 2015: Sneaking EP (Kombination Research)
- 2016: Skala EP (Recode Musik)
- 2017: Lost Control EP (Masters Of Disaster)
- 2018: The Siren (Redimension)
- 2018: ABC together with Drumcomplex (SLEAZE)
- 2018: Manifest EP (Backrod)
- 2019: Revolution March together with Flug (JAM)